# Svartnäbbad trädletare
Svartnäbbad trädletare (Thripadectes melanorhynchus) är en fågel i familjen ugnfåglar inom ordningen tättingar.

## Utseende och läte
Svartnäbbad trädletare är en rätt färglös brunaktig fågel. Fjäderdräkten är brun med svaga beigefärgade streck på huvud, strupe och bröst. Stjärten är rostfärgad. Avsaknad av tydliga streck på undersidan skiljer den från andra liknande arter i sitt utbredningsområde. Typiska sången består av en serie med två till sex gälla toner, med längre serier om den är exalterad. 

## Utbredning och systematik
Svartnäbbad trädletare delas in i två underarter med följande utbredning:
- Thripadectes melanorhynchus striaticeps – förekommer i östra Anderna i Colombia (ett enda fynd i västra Meta)
- Thripadectes melanorhynchus melanorhynchus – förekommer i Andernas östsluttning i Ecuador och östra Peru (i söder till Puno)

## Levnadssätt
Svartnäbbad trädletare hittas i molnskogar. Där ses den vanligen födosöka utmed grenar på låg till medelhög höjd.

## Status och hot
Arten har ett stort utbredningsområde, men tros minska i antal, dock inte tillräckligt kraftigt för att den ska betraktas som hotad. Internationella naturvårdsunionen IUCN listar arten som livskraftig (LC).